# Contea di Hapcheon
La contea di Hapcheon (Hapcheon-gun; 합천군; 陜川郡) è una delle suddivisioni della provincia sudcoreana del Gyeongsang Meridionale.